# Avishai Margalit
Avishai Margalit (en hebreu אבישי מרגלית;  nascut a Jerusalem, Israel, 1939) és un filòsof israelià, catedràtic emèrit de Filosofia de la Universitat Hebrea de Jerusalem. Del 2006 al 2011 va ser catedràtic de l'Institut d'Estudis Avançats de la Universitat de Princeton. És un dels pensadors contemporanis més destacats per les seves reflexions sobre la condició humana, els fonaments morals del nostre temps i els problemes que enfronten les societats occidentals.

## Recerca
El terreny de les seves investigacions és la filosofia social i política, la filosofia de la religió i la cultura, i les implicacions filosòfiques de la psicologia social i cognitiva. És també un reputat observador del conflicte entre Israel i Palestina, i de la relació entre l'islam i l'Occident.
Ha escrit nombrosos llibres, entre els quals Idolatry (amb Moshe Halbertal, Harvard University Press, 1992), The Decent Society (Harvard University Press, 1996), The Ethics of Memory (Harvard University Press, 2002), Occidentalism: The West in the Eyes of Its Enemies (amb Ian Buruma, The Penguin Press, 2004) i, més recentment, On Compromise and Rotten Compromises (Princeton, 2009). Ha rebut diversos premis i distincions, entre els quals l'Spinoza Lens Prize (2001) i el premi Israel de Filosofia (2010).
En català se n'han publicat els assaigs Sectarisme (Fundació Jaume Casademont, Girona, 2010) i De la traïció (Arcàdia Editorial, Barcelona, 2017).

## Activitat política
Margalit va ser un dels fundadors del partit polític Moked el 1973 i va contribuir a la redacció del seu programa. Va anar quinzè a la llista del partit per a les eleccions a la Knesset de 1973, però el partit només va guanyar un escó. El 1975 va participar en la fundació del Consell Israelià per a la Pau Israeli-Palestina, i el 1978 va pertànyer al primer grup de líders de Peace Now (Pau Ara). A més, a la dècada de 1990, Margalit va formar part de la junta de B'Tselem, el Centre d'Informació Israelià per als Drets Humans als Territoris Ocupats.
El 2023, Margalit va participar en un debat amb el filòsof palestí Sari Nusseibeh, on es va discutir el futur d’Israel i Palestina. Malgrat que Avishai Margalit no hagi fet cap declaració explícita recent sobre el conflicte entre Palestina i Israel del 2025, la seva posició al llarg dels anys emfatitza l'imperatiu ètic de minimitzar els danys als civils i la importància de la responsabilitat moral en la guerra.